# Philadelphia Eagles 2013
La stagione sportiva 2013 dei Philadelphia Eagles è stata la 81ª della squadra disputata nella National Football League. Gli Eagles hanno giocato le partite in casa al Lincoln Financial Field di Filadelfia. Da questa stagione la squadra è guidata dall'allenatore capo Chip Kelly.
Al termine della stagione precedente l'allenatore capo Andy Reid, che aveva guidato la squadra per 14 stagioni, venne licenziato ed al suo posto fu assunto il 16 gennaio 2013 Chip Kelly. Ciò comportò il rinnovamento di tutto lo staff di allenatori con le uniche eccezioni di Duce Staley e Ted Williams rimasti rispettivamente come allenatore dei running back e dei tight end. Il 20 gennaio 2013 Pat Shurmur accettò il ruolo di coordinatore dell'attacco e il 7 febbraio Bill Davis quello di coordinatore della difesa.
Il 17 febbraio Tom Gamble venne nominato Vice President of Player Personnel, incarico che era rimasto vacante da quando Ryan Grigson aveva lasciato la squadra per diventare general manager degli Indianapolis Colts.

## Roster

### Free agent
I seguenti giocatori risultavano free agent al termine della stagione 2012.
| Ruolo | Giocatore                   | Squadra del 2013     |
| ----- | --------------------------- | -------------------- |
| S     | Colt Anderson               | Philadelphia Eagles  |
| LS    | Jon Dorembos                | Philadelphia Eagles  |
| OT    | King Dunlap                 | San Diego Chargers   |
| LB    | Akeem Jordan                | Kansas City Chiefs   |
| DT    | Derek Landri                | Tampa Bay Buccaneers |
| CB    | Dominique Rodgers-Cromartie | Denver Broncos       |
| G     | Jake Scott                  | Detroit Lions        |
| DE    | Darryl Tapp                 | Washington Redskins  |

legenda
     Unrestricted Free Agent
     Restricted Free Agent.

### Acquisizioni
I seguenti giocatori sono stati acquisiti nella stagione 2013.
| Ruolo  | Giocatore        | Squadra precedente   | Data del contratto | Posizione attuale              |
| ------ | ---------------- | -------------------- | ------------------ | ------------------------------ |
| TE/FB  | James Casey      | Houston Texans       | 12 marzo           | attivo                         |
| S      | Patrick Chung    | New England Patriots | 12 marzo           | attivo                         |
| CB     | Bradley Fletcher | Saint Louis Rams     | 12 marzo           | attivo                         |
| ILB    | Jason Phillips   | Carolina Panthers    | 12 marzo           | injured reserve                |
| NT     | Isaac Sopoaga    | San Francisco 49ers  | 12 marzo           | ceduto ai New England Patriots |
| DE/OLB | Connor Barwin    | Houston Texans       | 14 marzo           | attivo                         |
| S      | Kenny Phillips   | New York Giants      | 14 marzo           | waived                         |
| CB     | Cary Williams    | Baltimore Ravens     | 14 marzo           | attivo                         |
| P      | Donnie Jones     | Houston Texans       | 25 marzo           | attivo                         |
| RB     | Felix Jones      | Dallas Cowboys       | 14 maggio          | ceduto ai Pittsburgh Steelers  |

legenda
     Unrestricted Free Agent
     Restricted Free Agent
     Waivers.

### Il draft 2013

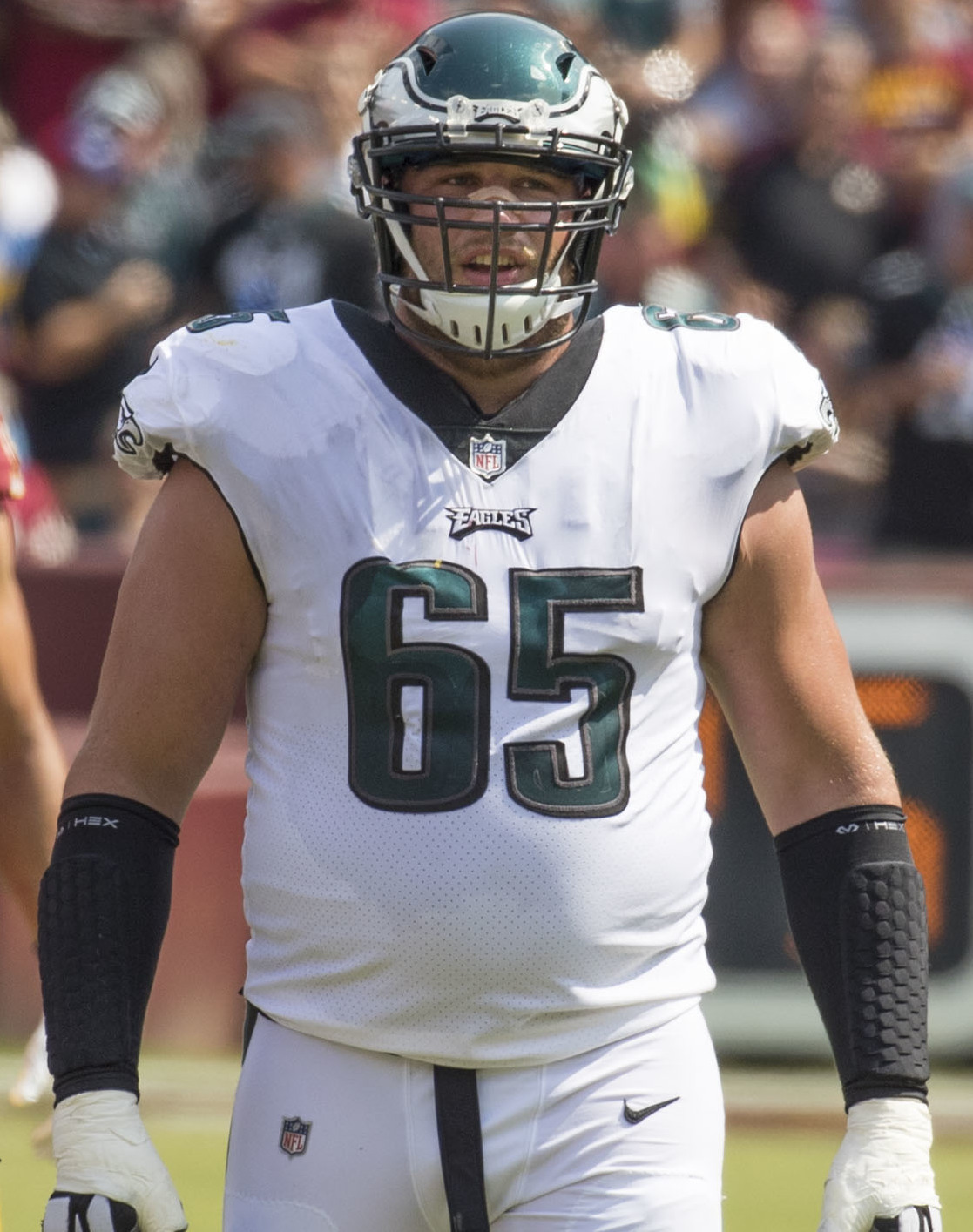
Lane Johnson fu scelto dagli Eagles come 4º assoluto nel draft 2013

La tabella seguente rappresenta le scelte riservate agli Eagles nel Draft NFL 2013 tenutosi tra il 25 e il 27 aprile
| Scelta | Scelta   | Giocatore    | Ruolo | Università              |
| Turno  | Assoluta | Giocatore    | Ruolo | Università              |
| ------ | -------- | ------------ | ----- | ----------------------- |
| 1      | 4        | Lane Johnson | OT    | Oklahoma                |
| 2      | 35       | Zach Ertz    | TE    | Stanford                |
| 3      | 67       | Bennie Logan | DT    | LSU                     |
| 4      | 98       | Matt Barkley | QB    | USC                     |
| 5      | 136      | Earl Wolff   | S     | NCSU                    |
| 7      | 212      | Joe Kruger   | DE    | Utah                    |
| 7      | 218      | Jordan Poyer | CB    | Oregon State University |
| 7      | 239      | David King   | DT    | Oklahoma                |

| Roster dei Philadelphia Eagles al termine della stagione 2013 |
| --- |
| Quarterback - 2 Matt Barkley - 9 Nick Foles - 7 Michael Vick Running Back - 34 Bryce Brown - 25 LeSean McCoy - 32 Chris Polk - 39 Matthew Tucker Wide Receiver - 81 Jason Avant - 14 Riley Cooper - 10 DeSean Jackson - 13 Damaris Johnson - 88 Jeff Maehl - 16 Brad Smith Tight End - 85 James Casey - 87 Brent Celek - 86 Zach Ertz Offensive Linemen - 76 Allen Barbre G - 79 Todd Herremans G - 65 Lane Johnson T - 62 Jason Kelce C - 67 Dennis Kelly T - 69 Evan Mathis G - 71 Jason Peters T - 64 Matt Tobin T - 61 Julian Vandervelde G Defensive Linemen - 91 Fletcher Cox DE - 75 Vinny Curry DE - 90 Clifton Geathers DE - 96 Benny Logan NT - 77 Damion Square DE - 72 Cedric Thornton DE Linebacker - 98 Connor Barwin OLB - 58 Trent Cole OLB - 53 Najee Goode ILB - 55 Brandon Graham OLB - 95 Mychal Kendricks ILB - 54 Jake Knott ILB - 50 Casey Matthews ILB - 59 DeMeco Ryans ILB Defensive Back - 29 Nate Allen SS - 30 Colt Anderson FS - 22 Brandon Boykin CB - 21 Roc Carmichael CB - 23 Patrick Chung FS - 42 Kurt Coleman FS - 24 Bradley Fletcher CB - 38 Keelan Johnson SS - 31 Curtis Marsh CB - 26 Cary Williams CB - 28 Earl Wolff SS Special Team - 46 Jon Dorenbos LS - 6 Alex Henery K - 8 Donnie Jones P Lista delle riserve - 17 Arrelious Benn WR (IR) - 56 Phillip Hunt OLB (IR) - 73 Joe Kruger DE (IR) - 18 Jeremy Maclin WR (IR) - 52 Jason Phillips ILB (IR) Squadra di allenamento - 51 Emmanuel Acho OLB - 93 Brandon Bair DE - 72 Michael Bamiro T - 89 B.J. Cunningham WR - 82 Emil Igwenagu TE - 4 G.J. Kinne QB - 48 Travis Long OLB - 84 Will Murphy WR 53 attivi, 5 inattivi, 8 nella squadra di allenamento |
| Legenda - I rookie sono in corsivo. - Il primo ruolo è il principale mentre gli eventuali successivi indicano i ruoli secondari. - (IR) sta per Injured Reserve ed indica la lista ristretta per un solo giocatore infortunato che può tornare ad allenarsi dopo la settimana 6 e a rientrare in prima squadra dopo che questa ha giocato 8 partite. - (NF-Inj.) / (NF-Ill.) stanno rispettivamente per Non-Football Injured e Non-Football Illness ed indicano le liste dove viene inserito un giocatore che ha un infortunio o una malattia non dipendente dal football americano. - (PUP) sta per Physically Unable to Perform ed indica la lista dove viene inserito un giocatore mentre è in attesa di recuperare la condizione fisica. Nella stagione regolare dopo la sesta partita giocata dalla propria squadra, il giocatore ha tempo tre settimane per riprendere ad allenarsi, più tre settimane aggiuntive dal suo rientro agli allenamenti per rientrare in prima squadra. |

| Staff dei Philadelphia Eagles al termine della stagione 2013 |
| --- |
| Organi dirigenziali - Chairman/Capo Esecutivo: Jeffrey Lurie - Presidente: Don Smolenski - General manager: Howie Roseman Capo allenatore - Chip Kelly Altri allenatori - Assistente del capo allenatore/Defensive Line: Jerry Azzinaro - Sviluppo della forza e della condizione: Josh Hingst - Assistente sviluppo della forza e della condizione: Keith Gray - Coordinatore Sports Science: Shaun Huls - Qualità e controllo dell'attacco: Press Taylor - Qualità e controllo della difesa: Mike Dawson Allenatori dell'attacco - Coordinatore dell'attacco: Pat Shurmur - Quarterback: Bill Lazor - Running back: Duce Staley - Wide Receiver: Bob Bicknell - Tight End: Ted Williams - Assistente Tight End: Justin Peelle - Offensive Line: Jeff Stoutland - Assistente Offensive Line: Greg Austin Allenatori della difesa - Coordinatore della difesa: Bill Davis - Assistente Defensive Line: Erik Chinander - Outside Linebacker: Bill McGovern - Inside Linebacker: Rick Minter - Defensice Back: John Lovett - Assistente Defensive Back: Todd Lyght Allenatori dello special team - Coordinatore dello Special Team: Dave Fipp - Assistente dello Special Team: Mattew Harper |

## Risultati

### Pre-campionato
| Filadelfia 9 agosto 2013, ore 19:30 EDT | New England Patriots | 31 – 22 (14-7 10-7 7-0 0-8) referto | Philadelphia Eagles | Lincoln Financial Field |

| Filadelfia 15 agosto 2013, ore 19:30 EDT | Carolina Panthers | 9 – 14 (0-7 6-7 3-0 0-0) referto | Philadelphia Eagles | Lincoln Financial Field |

| Jacksonville 24 agosto 2013, ore 19:30 EDT | Philadelphia Eagles | 31 – 24 (0-7 16-10 0-7 15-0) referto | Jacksonville Jaguars | EverBank Field |

| New York 29 agosto 2013, ore 19:00 EDT | Philadelphia Eagles | 20 – 27 (2-10 3-0 8-3 7-14) referto | New York Jets | MetLife Stadium |

### Stagione regolare
| Landover 9 settembre 2013, ore 19:10 EDT 1ª giornata | Philadelphia Eagles | 32 – 27 (12-4 14-0 7-7 0-13) referto | Washington Redskins | FedExField (82.743 spett.) |

| Filadelfia 15 settembre 2013, ore 13:00 EDT 2ª giornata | San Diego Chargers | 33 – 30 (3-3 10-7 7-10 13-10) referto | Philadelphia Eagles | Lincoln Financial Field (69.144 spett.) |

| Filadelfia 19 settembre 2013, ore 20:30 EDT 3ª giornata | Kansas City Chiefs | 26 – 16 (10-6 6-0 0-3 10-7) referto | Philadelphia Eagles | Lincoln Financial Field (69.144 spett.) |

| Denver 29 settembre 2013, ore 14:25 EDT 4ª giornata | Philadelphia Eagles | 20 – 52 (3-14 10-7 0-21 7-10) referto | Denver Broncos | Sports Authority Field at Mile High (77.002 spett.) |

| East Rutherford 6 ottobre 2013, ore 13:00 EDT 5ª giornata | Philadelphia Eagles | 36 – 21 (3-7 16-0 3-14 14-0) referto | New York Giants | MetLife Stadium (80.738 spett.) |

| Tampa 13 ottobre 2013, ore 13:00 EDT 6ª giornata | Philadelphia Eagles | 31 – 20 (7-3 7-14 7-0 10-3) referto | Tampa Bay Buccaneers | Raymond James Stadium (62.505 spett.) |

| Filadelfia 20 ottobre 2013, ore 13:00 EDT 7ª giornata | Dallas Cowboys | 17 – 3 (0-0 3-0 7-0 7-3) referto | Philadelphia Eagles | Lincoln Financial Field (69.144 spett.) |

| Filadelfia 27 ottobre 2013, ore 13:00 EDT 8ª giornata | New York Giants | 15 – 7 (6-0 6-0 0-0 3-7) referto | Philadelphia Eagles | Lincoln Financial Field (69.144 spett.) |

| Oakland 3 novembre 2013, ore 16:05 EST 9ª giornata | Philadelphia Eagles | 49 – 20 (7-3 21-10 21-0 0-7) referto | Oakland Raiders | Oakland-Alameda County Coliseum (51.751 spett.) |

| Green Bay 10 novembre 2013, ore 13:00 EST 10ª giornata | Philadelphia Eagles | 27 – 13 (7-0 3-3 17-7 0-3) referto | Green Bay Packers | Lambeau Field (78.011 spett.) |

| Filadelfia 17 novembre 2013, ore 13:00 EST 11ª giornata | Washington Redskins | 16 – 24 (0-7 0-10 0-7 16-0) referto | Philadelphia Eagles | Lincoln Financial Field (69.144 spett.) |

12ª giornata:riposo
| Filadelfia 1º dicembre 2013, ore 13:00 EST 13ª giornata | Arizona Cardinals | 21 – 24 (0-7 7-10 7-7 7-0) referto | Philadelphia Eagles | Lincoln Financial Field (69.144 spett.) |

| Filadelfia 8 dicembre 2013, ore 13:00 EST 14ª giornata | Detroit Lions | 20 – 34 (0-0 8-0 6-6 6-28) referto | Philadelphia Eagles | Lincoln Financial Field (69.144 spett.) |

| Minneapolis 15 dicembre 2013, ore 16:15 EST 15ª giornata | Philadelphia Eagles | 30 – 48 (3-7 6-10 13-10 8-21) referto | Minnesota Vikings | Hubert H. Humphrey Metrodome (64.087 spett.) |

| Filadelfia 22 dicembre 2013, ore 20:30 EST 16ª giornata | Chicago Bears | 11 – 54 (0-21 3-3 8-9 0-21) referto | Philadelphia Eagles | Lincoln Financial Field (69.144 spett.) |

| Arlington 29 dicembre 2013, ore 20:30 EST 17ª giornata | Philadelphia Eagles | 24 – 22 (3-0 14-10 0-6 7-6) referto | Dallas Cowboys | AT&T Stadium (91.166 spett.) |

### Play-off
Wild Card Game
| Filadelfia 4 gennaio 2014, ore 20:10 EST | New Orleans Saints | 26 – 24 (0-0 6-7 14-7 6-10) referto | Philadelphia Eagles | Lincoln Financial Field (69.144 spett.) |

## Premi

### Partecipanti al Pro Bowl
Al termine della stagione i seguenti giocatori degli Eagles sono stati convocati al Pro Bowl 2014
- LeSean McCoy
- Jason Peters

### Eletti All-Pro 2013
Al termine della stagione i seguenti giocatori degli Eagles sono stati eletti eletti nella squadra All-Pro del 2013
prima squadra
- LeSean McCoy
- Jason Peters
- Evan Mathis

seconda squadra
- nessuno